# Schloss Reinsbronn

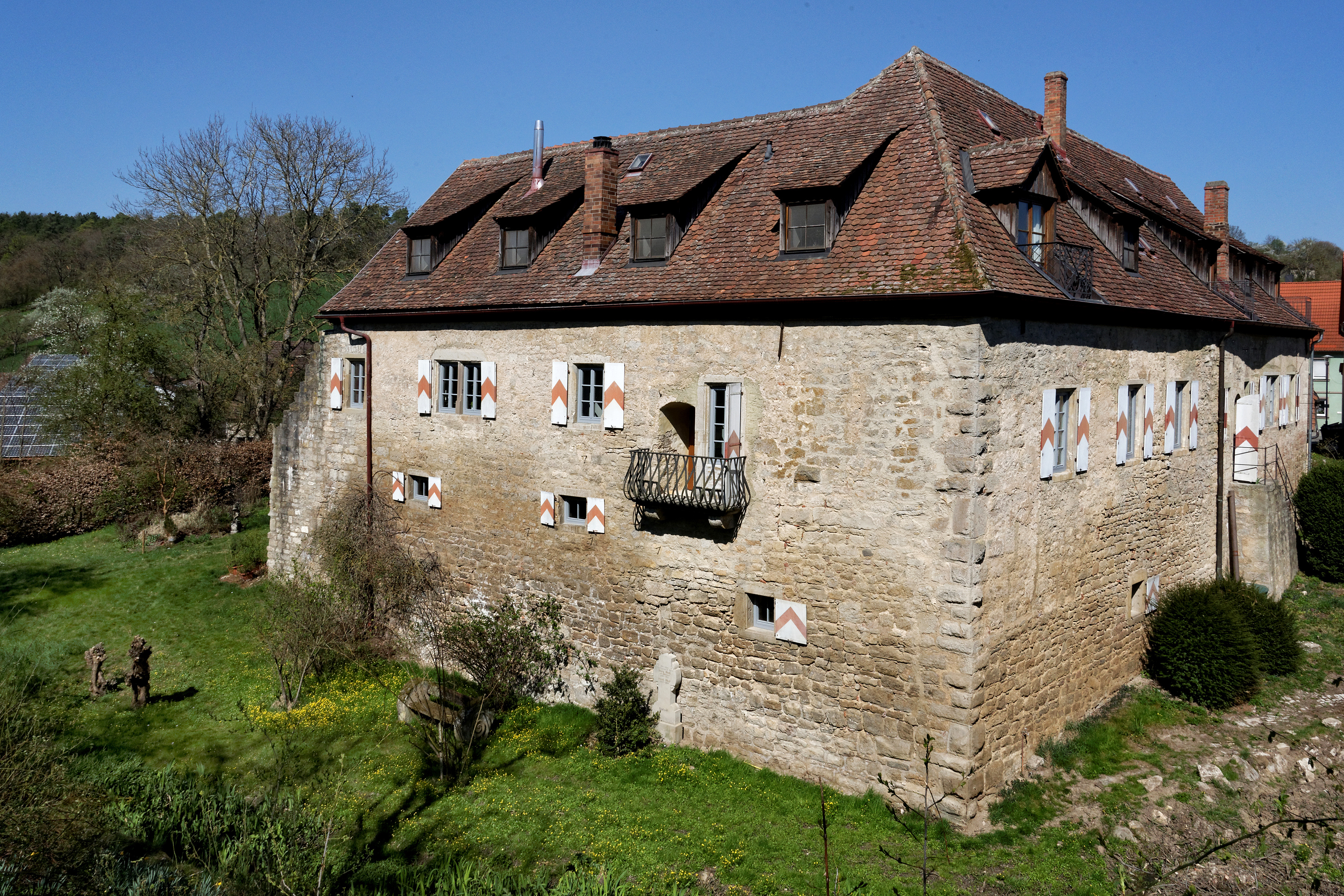
Das Geyer-Schloss von Süden gesehen

Das Schloss Reinsbronn, auch Geyer-Schloss Reinsbronn genannt, ist eine aus dem 13. Jahrhundert stammende ehemalige Wasserburg, die ab 1587 zu einem Schloss umgebaut wurde. Das Schloss liegt in Reinsbronn bei Creglingen in Baden-Württemberg.

## Geschichte
Ein Vorgängerbau des Reinsbronner Schlosses wurde 1267 in einer Urkunde des Deutschen Ordens erstmals erwähnt. 1587 kaufte Philip Geyer aus dem unterfränkischen Giebelstadt die Anlage. Er zahlte dafür 23.000 Gulden an Philipp Albrecht von Schaumberg. Danach begann Philip Geyer mit dem Umbau zu einem Wasserschloss durch den Baumeister Michel Nicklas, der bereits 1588 mit den Arbeiten fertig wurde. Nach seinem Tod (die Familie war ausgestorben) fiel es an die Markgrafen von Ansbach. Anfang des 19. Jahrhunderts wurde das Schloss als Armenhaus des Dorfes genutzt. 1923 kam es zu einem Einsturz großer Teile des Schlosses. 1967 erwarben Heinz und Mary Mack das Schloss und begannen damit, es über vier Jahrzehnte zu renovieren und teilweise wieder herzurichten. 2013 kam es erneut zu einem Besitzerwechsel.

## Anlage

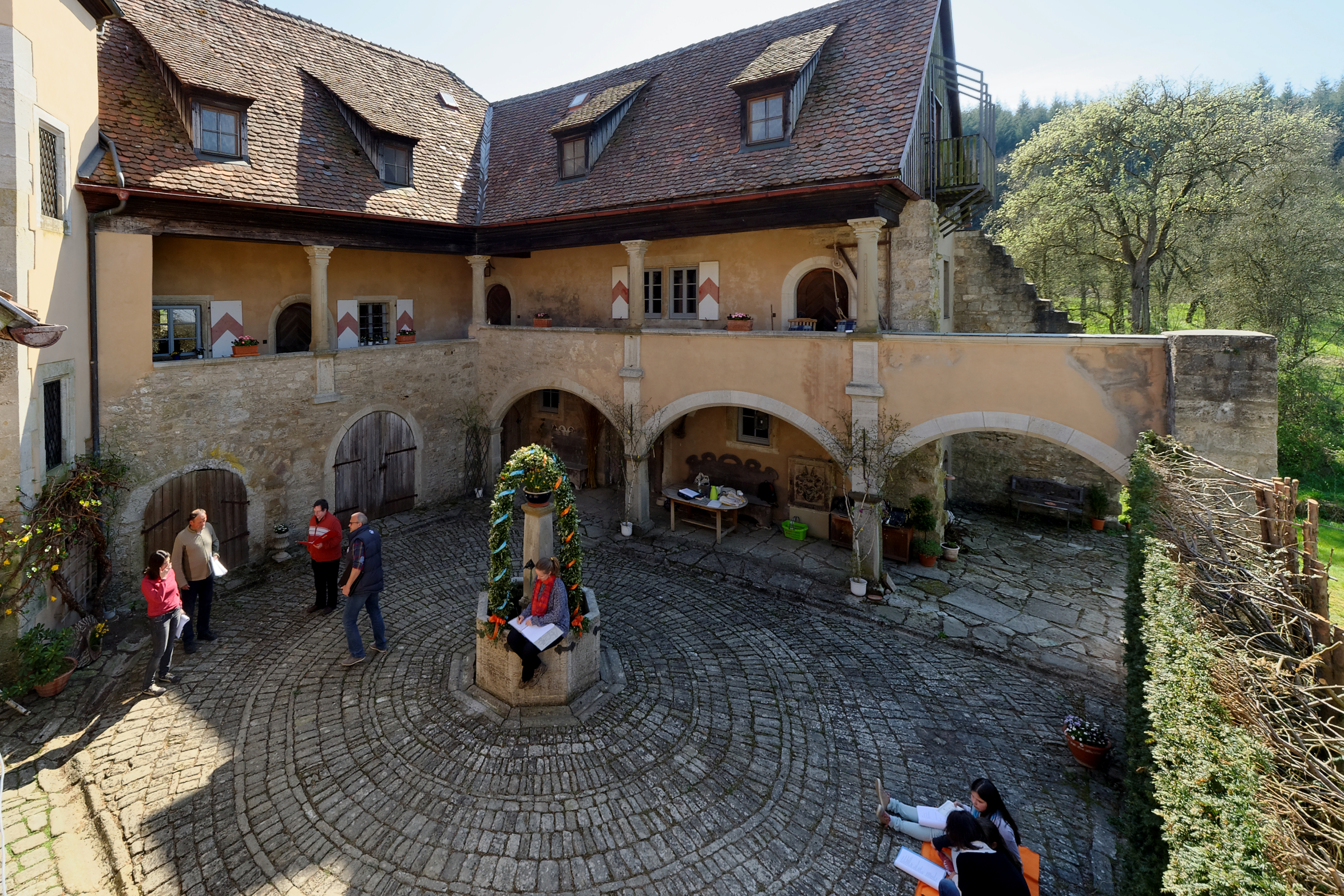
Theaterprobe im Innenhof

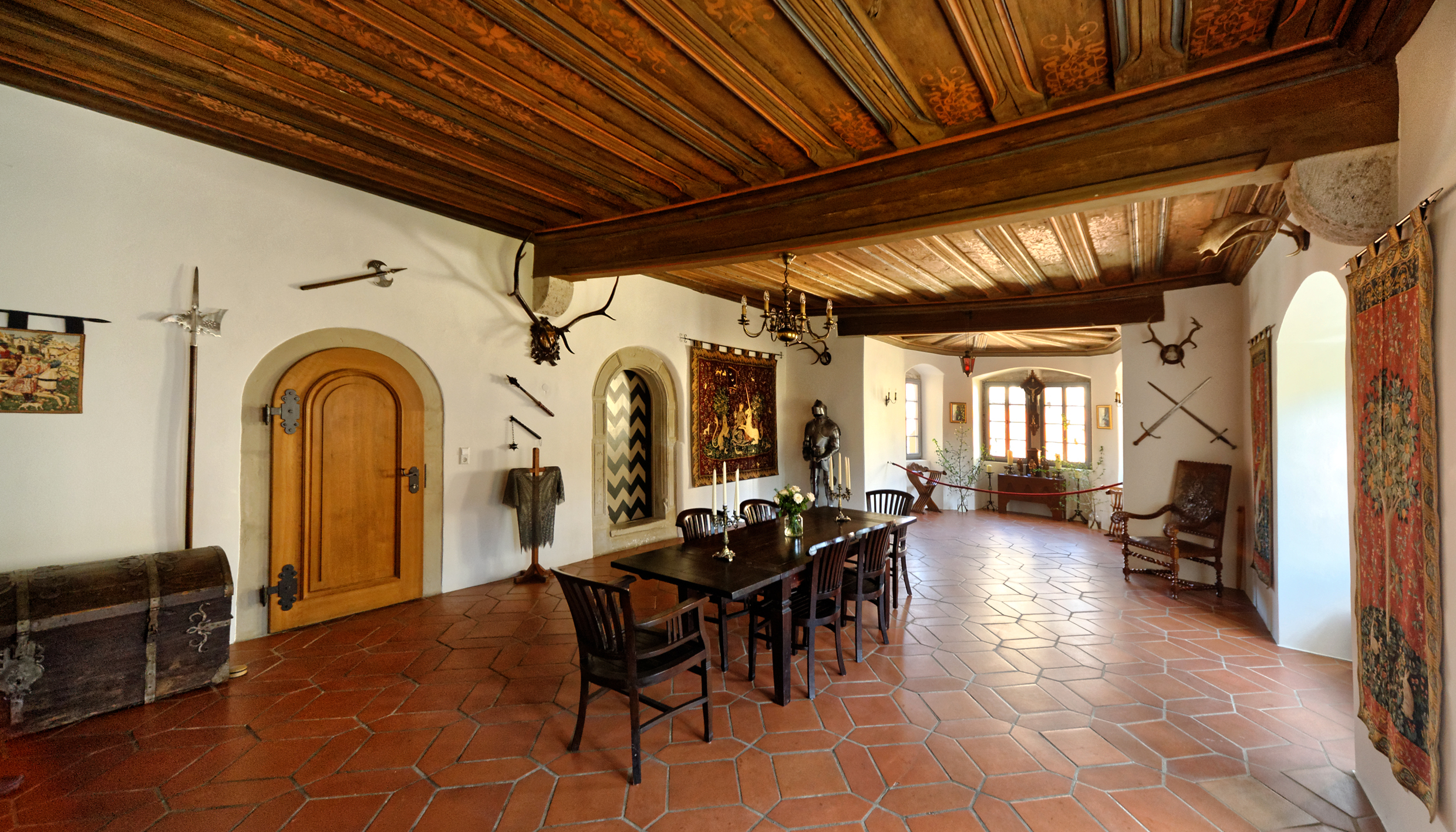
Rittersaal

### Vorgängerbau
Der Vorgängerbau bestand ursprünglich aus einem Steinhaus mit einer Palisade oder Mauer. Im Westteil befinden sich Bauelemente, die auf einen gotischen Kern rückschließen lassen. Verschiedene Besitzer bauten das Objekt im Laufe der Zeit immer wieder um und nahmen Erweiterungen vor, bis daraus eine Burg mit Wassergraben entstand.

### Umbau zum Schloss
Die im Renaissance-Stil 1587/88 erbaute Schlossanlage war einst vierflügelig und noch heute vorhandene Arkaden im Innenhof sowie der Treppenturm stammen überwiegend von Umbaumaßnahmen aus dieser Zeit. Fehlende finanzielle Mittel trugen im Laufe der Zeit zu einem stetigen Verfall des Schlosses bei, bis schließlich 1923 die Nordostecke des Schlosses mit Volutengiebel und Teile des Westflügels einstürzten. Dabei wurde auch der Nord- und Ostflügel so stark beschädigt, dass der Nordflügel komplett und der Ostflügel teilweise abgetragen wurden. Diese wurden nicht mehr aufgebaut. Nur die restlichen Teile zeugen von dem einst prächtigen Schloss Reinsbronn. Die nachfolgenden Besitzer des Schlosses sind seither stetig damit beschäftigt, die Anlage zu renovieren und den früheren Zustand teilweise wiederherzustellen.
Die Schlossanlage steht unter Denkmalschutz.

## Heutige Nutzung

### Wohn- und Tagungsort
Heute wird das Schloss als Ort für Ferienwohnungen, Hochzeiten, Feiern, Tagungen und Seminare genutzt. Das Schloss verfügt neben seinen rund 350 Quadratmetern Wohnfläche neben der Schlossherrenwohnung über vier mietbare Appartements.

### Aufführungen
Im Schloss finden in regelmäßigen Abständen die Sommerserenaden des Gesangvereins Reinsbronn statt, zuletzt im Juli 2013. Daneben spielte seit 1999 der Theaterverein Reinsbronn im mehrjährigen Rhythmus im Innenhof eine Theatervorstellung, zuletzt 2017.